# Perizoma cinereolimitata
Perizoma cinereolimitata är en fjärilsart som beskrevs av Thierry-mieg 1892. Perizoma cinereolimitata ingår i släktet Perizoma och familjen mätare. Inga underarter finns listade i Catalogue of Life.